# Zack Norman
Zack Norman, alla nascita Howard Jerrold Zuker (Boston, 27 maggio 1940 – Burbank, 28 aprile 2024), è stato un attore, produttore cinematografico e regista statunitense.

## Biografia
Nato a Boston e cresciuto nella vicina Revere, dopo gli studi alla Harvard Business School e all'Università Vanderbilt iniziò ad esibirsi come cabarettista e comico nei night club per produrre il suo primo spettacolo teatrale Off-Broadway come attore, la pièce di John Arden Live like pigs, la cui prima si tenne a New York il 7 giugno 1965. Nel 1966 si recò in Europa, dove servì l'esercito statunitense come operatore a Francoforte, in Germania, recitando nei club dell'esercito in tutta l'Europa occidentale. Nel 1967 si esibì a Londra nel circuito degli hotel e nei locali notturni, tornando poi a New York (dove apriva i concerti dei Temptations) e arrivando a Las Vegas. In televisione apparve nell'aprile 1969 al The Tonight Show Starring Johnny Carson e, come attore teatrale, recitò in oltre venti commedie e drammi: la sua performance da protagonista in La resistibile ascesa di Arturo Ui di Bertolt Brecht al Palace Theatre a Stamford del 1980 venne acclamata dalla critica.
Nel cinema, dopo il debutto come attore avvenuto nel 1963, iniziò a dedicarvisi come produttore. Nel maggio del 1969 fondò e diresse per un certo periodo la Gemini Pictures International: nel primo film prodotto dalla società, il dramma bellico I cannoni tuonano ancora, recitò nel ruolo del caporale Slater accanto a Robert Woods. Nel corso della sua carriera cinematografica, continuò a recitare e a produrre decine di film (tra i quali La vestale di Satana, Hearts and Minds, vincitore del Premio Oscar come miglior documentario, The Gentleman Tramp e Tracks - Lunghi binari della follia, prodotto insieme con la Paramount) associandosi con il produttore francese Henry Lange e, a Hollywood, con Bert Schneider; si avvalse della collaborazione del regista Henry Jaglom, per oltre quarant'anni, ricevendo in molti casi recensioni favorevoli. Come attore, i ruoli per i quali viene meglio ricordato sono quelli di Ira in All'inseguimento della pietra verde (1984) e di Kaz Neiman in Festival in Cannes (2001). Recitò da co-protagonista in film come Ragtime (1981), Cadillac Man - Mister occasionissima (1990) e Chief Zabu (2016), da lui anche diretto e sceneggiato. L'ultimo suo ruolo da protagonista fu nel cortometraggio E.N.T.E.R. (2018).
Nel 1998 rilevò l'intero catalogo della American Play Company (fondata nel 1889) fondando insieme a Michael Douglas una nuova società, la American Entertainment Holding Company (AEHC), che controllava i diritti di migliaia opere teatrali e manoscritti di autori come John Steinbeck, Tennessee Williams, George Bernard Shaw, Eugene O'Neill, Thornton Wilder, Oscar Wilde, A.A. Milne e Maurine Dallas Watkins. Nel 2008, Norman avviò una causa contro Douglas; i due si accordarono stragiudizialmente, sciogliendo la società.
In televisione fece il suo debutto nel 1953, all'età di dodici anni, come batterista del gruppo Howie Zuker and His Music Makers allo spettacolo di nuovi talenti Community Auditions per l'emittente di Boston WBZ-TV. Da allora, recitò in celebri serie televisive come A-Team (1985) e Baywatch (1993), fece parte del cast di La tata (1993-1995) e apparve in diversi film per il piccolo schermo come At Home with the Webbers (1993).
Fu anche pittore, meglio conosciuto in quest'ambito come Zack Zucker; espose i suoi quadri in diverse mostre personali a partire dal 1976. Fu inoltre un collezionista d'arte: tra i dipinti da lui posseduti vi furono anche opere di Jean-Michel Basquiat, come Hannibal, venduto all'asta da Sotheby's a Londra nell'ottobre del 2016, e Untitled, anch'esso battuto all'asta nel maggio del 2017.

## Filmografia

### Cinema
- Strano incontro (Love with the Proper Stranger), regia di Robert Mulligan (1963)
- I cannoni tuonano ancora, regia di Sergio Colasanti e Joseph Lerner (1969)
- Agli estremi del mondo (Been Down So Long It Looks Like Up to Me), regia di Jeffrey Joung (1971)
- Touch me not, regia di Karl Heinz Zeitler (1974)
- Tracks - Lunghi binari della follia (Tracks), regia di Henry Jaglom (1976)
- Gums, regia di Robert J. Kaplan (1976)
- Rapsodia per un killer (Fingers), regia di James Toback (1978)
- Sitting Ducks - Soldi sesso & vitamine (Sitting Ducks), regia di Henry Jaglom (1980)
- Ragtime, regia di Miloš Forman (1981)
- All'inseguimento della pietra verde (Romancing the Stone), regia di Robert Zemeckis (1984)
- America, regia di Robert Downey Sr. (1986)
- Cadillac Man - Mister occasionissima (Cadillac Man), regia di Roger Donaldson (1990)
- Venice, Venice, regia di Henry Jaglom (1992)
- Lucky Ducks, regia di Henry Jaglom (1993)
- Babyfever, regia di Henry Jaglom (1994)
- Fuga dal crimine (Crosscut), regia di Paul Raimondi (1995)
- Desert Moon (Mojave Moon), regia di Kevin Dowling (1996)
- Get a job, regia di Gregg Cannizzaro (1998)
- Festival in Cannes, regia di Henry Jaglom (2001)
- Hollywood Dreams, regia di Henry Jaglom (2006)
- Emma Blue, regia di Robert MacLean (2008)
- Irene in Time, regia di Henry Jaglom (2009)
- Queen of the Lot, regia di Henry Jaglom (2010)
- The M Word, regia di Henry Jaglom (2013)
- Ovation, regia di Henry Jaglom (2016)
- Chief Zabu, regia di Zack Norman e Neil Cohen (2016)

### Televisione
- A-Team (The A-Team) - serie TV, 1 episodio (1985)
- Az aranyifjú  (Il ragazzo d'oro) – film TV (1986)
- Flash (The Flash) - serie TV, 1 episodio (1991)
- Baywatch - serie TV, 1 episodio (1993)
- La tata (The Nanny) - serie TV, 3 episodi (1993-1995)
- At Home with the Webbers (1993) – film TV
- Az áldozat  (La vittima, 1994) – documentario
- Lush Life (1996) – film TV

## Doppiatori italiani
Nelle versioni in italiano delle opere in cui ha recitato, Zack Norman è stato doppiato da:
- Alvise Battain in All'inseguimento della pietra verde
- Luca Biagini in Cadillac Man - Mister occasionissima
- Luciano Roffi in La tata
- Goffredo Matassi in Desert Moon